# Viirelaid
Viirelaid (niem. Paternoster) – wysepka leżąca w Cieśninie Suur pomiędzy Läänemaa a wyspą Muhu. Administracyjnie należy do gminy Muhu. Wyspa ma powierzchnię ok. 81 ha i maksymalną wysokość ok. 4,5 m.
Znajduje się na niej latarnią morska Viirelaiu. Na liście świateł nawigacyjnych Estonii – rejestrze Urzędu Transportu Morskiego (Veeteede Amet) w Tallinnie – ma numer 785.